# Dreams Collide
Dreams Collide è un brano musicale della cantautrice americana Colbie Caillat, pubblicato nel 2007 dalla Universal Republic.
La canzone venne inizialmente inserita come traccia bonus nella "U.K Special Edition" dell'album di debutto Coco. Il 29 aprile del 2008 il pezzo viene pubblicato come singolo digitale riuscendo a raggiungere la 96ª posizione nella Hot 100 americana, la 67ª nella Pop 100 e la 50ª nella Hot Digital Songs.
Dreams Collide è uscita su iTunes, ma non ha avuto nessun impatto nelle radio.